# Bundestagswahlkreis Recklinghausen I
Der Bundestagswahlkreis Recklinghausen I (Wahlkreis 120; bis zur Bundestagswahl 2021 Wahlkreis 121) liegt in Nordrhein-Westfalen und umfasst die Städte Recklinghausen, Castrop-Rauxel und Waltrop aus dem Kreis Recklinghausen. Der Wahlkreis gilt seit den 1960er-Jahren als eine sichere Hochburg der SPD.

## Wahlkreisgeschichte
| Wahl      | Wahlkreisname            | Gebiet                                                                        |
| --------- | ------------------------ | ----------------------------------------------------------------------------- |
| 1949      | 42 Recklinghausen-Stadt  | Recklinghausen                                                                |
| 1953–1961 | 101 Recklinghausen-Stadt | Recklinghausen                                                                |
| 1965–1976 | 100 Recklinghausen-Stadt | Recklinghausen, Waltrop, Henrichenburg, Datteln, Oer-Erkenschwick und Haltern |
| 1980–1998 | 91 Recklinghausen I      | Recklinghausen, Waltrop und Castrop-Rauxel                                    |
| 2002–2009 | 122 Recklinghausen I     | Recklinghausen, Waltrop und Castrop-Rauxel                                    |
| 2013–2021 | 121 Recklinghausen I     | Recklinghausen, Waltrop und Castrop-Rauxel                                    |
| 2025–     | 120 Recklinghausen I     | Recklinghausen, Waltrop und Castrop-Rauxel                                    |

## Wahlkreisabgeordnete
| Wahl | Abgeordneter | Abgeordneter         | Partei | Stimmen in % |
| ---- | ------------ | -------------------- | ------ | ------------ |
| 1949 |              | Bernhard Winkelheide | CDU    | 38,4         |
| 1953 | 49,4         | Bernhard Winkelheide | CDU    |              |
| 1957 | 50,5         | Bernhard Winkelheide | CDU    |              |
| 1961 |              | Heinrich Auge        | SPD    | 44,3         |
| 1965 | 51,1         | Heinrich Auge        | SPD    |              |
| 1969 |              | Erich Wolfram        | SPD    | 53,5         |
| 1972 | 59,7         | Erich Wolfram        | SPD    |              |
| 1976 | 56,1         | Erich Wolfram        | SPD    |              |
| 1980 | 57,5         | Erich Wolfram        | SPD    |              |
| 1983 | 53,9         | Erich Wolfram        | SPD    |              |
| 1987 |              | Heinz-Werner Meyer   | SPD    | 53,9         |
| 1990 |              | Jochen Welt          | SPD    | 52,4         |
| 1994 | 54,8         | Jochen Welt          | SPD    |              |
| 1998 | 58,8         | Jochen Welt          | SPD    |              |
| 2002 | 56,2         | Jochen Welt          | SPD    |              |
| 2005 |              | Frank Schwabe        | SPD    | 55,7         |
| 2009 | 43,1         | Frank Schwabe        | SPD    |              |
| 2013 | 45,2         | Frank Schwabe        | SPD    |              |
| 2017 | 38,7         | Frank Schwabe        | SPD    |              |
| 2021 | 41,0         | Frank Schwabe        | SPD    |              |
| 2025 | 33,1         | Frank Schwabe        | SPD    |              |

## Wahlergebnisse

### Bundestagswahl 2025
| Kandidaten                                             | Kandidaten                    | Parteien/Listen     | Erststimmen | Erststimmen | Zweitstimmen | Zweitstimmen |
| Kandidaten                                             | Kandidaten                    | Parteien/Listen     | Stimmen     | %           | Stimmen      | %            |
| ------------------------------------------------------ | ----------------------------- | ------------------- | ----------- | ----------- | ------------ | ------------ |
|                                                        | Frank Schwabegewählt im WK    | SPD                 | 42.356      | 33,1        | 29.886       | 23,3         |
|                                                        | Michael Breilmann             | CDU                 | 36.875      | 28,8        | 35.131       | 27,4         |
|                                                        | Regina Heike Weyer            | GRÜNE               | 8.686       | 6,8         | 12.446       | 9,7          |
|                                                        | Mathias Richter               | FDP                 | 3.278       | 2,6         | 4.581        | 3,6          |
|                                                        | Anna Leonore Labitzke Rathert | AfD                 | 25.912      | 20,2        | 25.875       | 20,2         |
|                                                        | Erich Karl Burmeister         | Die Linke           | 7.544       | 5,9         | 9.622        | 7,5          |
|                                                        | –                             | Tierschutzpartei    | –           | –           | 1.945        | 1,5          |
|                                                        | Emily Böker                   | Die PARTEI          | 2.074       | 1,6         | 875          | 0,7          |
|                                                        | –                             | dieBasis            | –           | –           | 260          | 0,2          |
|                                                        | –                             | Team Todenhöfer     | –           | –           | 275          | 0,2          |
|                                                        | Andreas Grün                  | FREIE WÄHLER        | 1.096       | 0,9         | 559          | 0,4          |
|                                                        | –                             | Volt                | –           | –           | 617          | 0,5          |
|                                                        | Alexander-Renee Schroeter     | MLPD                | 222         | 0,2         | 80           | 0,1          |
|                                                        | –                             | PdF                 | –           | –           | 208          | 0,2          |
|                                                        | –                             | BÜNDNIS DEUTSCHLAND | –           | –           | 170          | 0,1          |
|                                                        | –                             | BSW                 | –           | –           | 5.656        | 4,4          |
|                                                        | –                             | MERA25              | –           | –           | 55           | 0,0          |
|                                                        | –                             | WerteUnion          | –           | –           | 70           | 0,1          |
| Gesamt                                                 | Gesamt                        | Gesamt              | 128.043     | 100         | 128.311      | 100          |
|                                                        |                               |                     |             |             |              |              |
| Ungültige Stimmen                                      | Ungültige Stimmen             | Ungültige Stimmen   | 991         | 0,8         | 723          | 0,6          |
| Wähler                                                 | Wähler                        | Wähler              | 129.034     | 79,8        | 129.034      | 79,8         |
| Wahlberechtigte                                        | Wahlberechtigte               | Wahlberechtigte     | 161.611     |             | 161.611      |              |
|                                                        |                               |                     |             |             |              |              |
| Quellen: Die Bundeswahlleiterin, Kandidaten – Ergebnis |                               |                     |             |             |              |              |

### Bundestagswahl 2021
| Kandidaten                                            | Kandidaten                 | Parteien/Listen      | Erststimmen | Erststimmen | Zweitstimmen | Zweitstimmen |
| Kandidaten                                            | Kandidaten                 | Parteien/Listen      | Stimmen     | %           | Stimmen      | %            |
| ----------------------------------------------------- | -------------------------- | -------------------- | ----------- | ----------- | ------------ | ------------ |
|                                                       | Michael Breilmann          | CDU                  | 30.845      | 25,6        | 27.988       | 23,2         |
|                                                       | Frank Schwabegewählt im WK | SPD                  | 49.437      | 41,0        | 42.552       | 35,2         |
|                                                       | Marlies Greve              | FDP                  | 8.481       | 7,0         | 11.989       | 9,9          |
|                                                       | Lutz Wagner                | AfD                  | 11.087      | 9,2         | 10.927       | 9,1          |
|                                                       | Nils Stennei               | GRÜNE                | 12.833      | 10,6        | 15.180       | 12,6         |
|                                                       | Uwe Biletzke               | DIE LINKE            | 3.605       | 3,0         | 4.239        | 3,5          |
|                                                       | Carsten Michael Majewski   | Die PARTEI           | 2.722       | 2,3         | 1.526        | 1,3          |
|                                                       | –                          | Tierschutzpartei     | –           | –           | 1.961        | 1,6          |
|                                                       | –                          | PIRATEN              | –           | –           | 473          | 0,4          |
|                                                       | –                          | FREIE WÄHLER         | –           | –           | 594          | 0,5          |
|                                                       | –                          | NPD                  | –           | –           | 152          | 0,1          |
|                                                       | –                          | ÖDP                  | –           | –           | 60           | 0,0          |
|                                                       | –                          | V-Partei³            | –           | –           | 80           | 0,1          |
|                                                       | –                          | Gesundheitsforschung | –           | –           | 164          | 0,1          |
|                                                       | Klaus Dumberger            | MLPD                 | 128         | 0,1         | 87           | 0,1          |
|                                                       | –                          | Die Humanisten       | –           | –           | 72           | 0,1          |
|                                                       | Werner Sarbok              | DKP                  | 99          | 0,1         | 40           | 0,0          |
|                                                       | –                          | SGP                  | –           | –           | 16           | 0,0          |
|                                                       | Marcus Puller              | dieBasis             | 1.282       | 1,1         | 966          | 0,8          |
|                                                       | –                          | Bündnis C            | –           | –           | 69           | 0,1          |
|                                                       | –                          | du.                  | –           | –           | 62           | 0,1          |
|                                                       | –                          | LIEBE                | –           | –           | 170          | 0,1          |
|                                                       | –                          | LKR                  | –           | –           | 33           | 0,0          |
|                                                       | –                          | PdF                  | –           | –           | 42           | 0,0          |
|                                                       | –                          | LfK                  | –           | –           | 140          | 0,1          |
|                                                       | –                          | Team Todenhöfer      | –           | –           | 913          | 0,8          |
|                                                       | –                          | Volt                 | –           | –           | 242          | 0,2          |
| Gesamt                                                | Gesamt                     | Gesamt               | 120.519     | 100         | 120.737      | 100          |
|                                                       |                            |                      |             |             |              |              |
| Ungültige Stimmen                                     | Ungültige Stimmen          | Ungültige Stimmen    | 1.121       | 0,9         | 903          | 0,7          |
| Wähler                                                | Wähler                     | Wähler               | 121.640     | 73,6        | 121.640      | 73,6         |
| Wahlberechtigte                                       | Wahlberechtigte            | Wahlberechtigte      | 165.193     |             | 165.193      |              |
|                                                       |                            |                      |             |             |              |              |
| Quellen: Die Bundeswahlleiterin, Kandidaten – Stimmen |                            |                      |             |             |              |              |

### Bundestagswahl 2017
Amtliches Ergebnis der Bundestagswahl 2017:
| Direktkandidat    | Partei                | Erststimmen in % | Zweitstimmen in % |
| ----------------- | --------------------- | ---------------- | ----------------- |
| Michael Breilmann | CDU                   | 30,9             | 28,6              |
| Frank Schwabe     | SPD                   | 38,7             | 31,6              |
| Jan Matzoll       | Bündnis 90/Die Grünen | 5,0              | 5,8               |
| Erich Burmeister  | Die Linke             | 6,6              | 7,3               |
| Anne Krüger       | FDP                   | 7,2              | 10,3              |
| Steffen Christ    | AfD                   | 11,4             | 12,0              |
| Yvonne Adamski    | MLPD                  | 0,3              | 0,1               |
| –                 | Sonstige              | -                | 4,4               |

### Bundestagswahl 2013
Amtliches Ergebnis der Bundestagswahl 2013:
| Direktkandidat    | Partei                | Erststimmen in % | Zweitstimmen in % |
| ----------------- | --------------------- | ---------------- | ----------------- |
| Philipp Mißfelder | CDU                   | 34,3             | 33,8              |
| Frank Schwabe     | SPD                   | 45,2             | 39,8              |
| Mathias Richter   | FDP                   | 2,0              | 3,4               |
| Sebastian Ohler   | Bündnis 90/Die Grünen | 5,1              | 6,4               |
| Erich Burmeister  | Die Linke.            | 6,1              | 6,8               |
| Thomas Weijers    | PIRATEN               | 2,4              | 2,2               |
| Werner Goedeke    | NPD                   | 1,5              | 1,3               |
| Ulrich Wolinski   | AfD                   | 3,3              | 4,5               |
| -                 | Sonstige              | -                | 1,8               |

### Bundestagswahl 2009
| Direktkandidat         | Partei     | Erststimmen | Zweitstimmen |
| ---------------------- | ---------- | ----------- | ------------ |
| Frank Schwabe          | SPD        | 43,1 %      | 35,5 %       |
| Philipp Mißfelder      | CDU        | 30,7 %      | 28,3 %       |
| Michael Postel         | FDP        | 7,4 %       | 11,0 %       |
| Monya Schnittke        | GRÜNE      | 6,4 %       | 8,1 %        |
| Erich Burmeister       | Die Linke. | 10,5 %      | 11,6 %       |
| Marion Reinert         | NPD        | 1,7 %       | 1,2 %        |
| Herold Albert Schincke | unabhängig | 0,2 %       | -            |
| -                      | PIRATEN    | -           | 1,8 %        |
| Sonstige               | Sonstige   | -           | 2,5 %        |